# Нью-Гейвен (Айова)
Нью-Гейвен (англ. New Haven) — переписна місцевість (CDP) в США, в окрузі Мітчелл штату Айова. Населення — 77 осіб (2020).

## Географія
Нью-Гейвен розташований за координатами 43°17′2″ пн. ш. 92°38′32″ зх. д. / 43.28389° пн. ш. 92.64222° зх. д. (43.283922, -92.642189).  За даними Бюро перепису населення США в 2010 році переписна місцевість мала площу 4,99 км², уся площа — суходіл.

## Демографія
Згідно з переписом 2010 року, у переписній місцевості мешкала 91 особа в 39 домогосподарствах у складі 21 родини. Густота населення становила 18 осіб/км².  Було 44 помешкання (9/км²).
Расовий склад населення:
| - 98,9 % — білих |

До двох чи більше рас належало 1,1 %. Частка іспаномовних становила 3,3 % від усіх жителів.
За віковим діапазоном населення розподілялося таким чином: 25,3 % — особи молодші 18 років, 56,0 % — особи у віці 18—64 років, 18,7 % — особи у віці 65 років та старші. Медіана віку мешканця становила 37,3 року. На 100 осіб жіночої статі у переписній місцевості припадало 106,8 чоловіків;  на 100 жінок у віці від 18 років та старших — 106,1 чоловіків також старших 18 років.
Цивільне працевлаштоване населення становило 28 осіб. Основні галузі зайнятості: сільське господарство, лісництво, риболовля — 75,0 %.